# Primeira Regional de Cantabria
A Primeira Regional de Cantabria constitui a sexta divisão da Liga Espanhola de Futebol na comunidade autónoma da Cantábria. A liga consiste em um grupo de 18 equipes. Os três primeiros da Liga no final da temporada sobem para a '"Regional Preferente de Cantabria"', e os três últimos da mesma caem para a '"Segunda Regional de Cantabria"'.

## Equipes Participantes em 2013-2014
- Ayrón de Vargas
- Calasanz
- Comillas
- At. Deva
- At. España de Cueto
- Fortuna de Camargo
- Internacional
- Liendo
- Limpias
- Los Ríos
- Marina de Cudeyo
- Montañas del Pas
- Monte
- Naval de Reinosa
- EMD Reocín
- Toranzo Sport
- Villaescusa
- Vimenor "B"